# Dinos-Automobilwerke
Die Dinos-Automobilwerke AG war ein deutsches Unternehmen im Automobilbau, das von 1920 bis 1924 in Berlin-Charlottenburg ansässig war.

## Geschichte
Das Unternehmen entstand im Juni 1920 durch Umfirmierung aus der Loeb-Werke AG. Deren Gründer, der Kaufmann Ludwig Loeb, trat Ende 1920 als Vorstandsvorsitzender zurück. Im Frühjahr 1921 erwarb das Unternehmen ein 1916 vom Optik-Unternehmen C. P. Goerz AG erbautes Zweigwerk an der Oberlandstraße in Berlin-Tempelhof und nutzte es zur Fahrzeugproduktion. 1922 übernahm der Stinnes-Konzern die Aktienmehrheit. Im Berliner Ortsteil Hohenschönhausen (der 1920 zunächst zum Verwaltungsbezirk Weißensee gehörte) befand sich an der Goeckestraße eine Zweigniederlassung. Im Jahr 1924 erfolgte die Zusammenlegung der Fahrzeugproduktion mit der Aktiengesellschaft für Automobilbau (AGA) in Berlin-Lichtenberg, die Dinos-Wagen verschwanden vom Markt, die Dinos-Automobilwerke AG bestand jedoch zunächst weiter. 1925 wurde auch eine Dinos-Zweigniederlassung in Warnemünde erwähnt.

## Modelle
Unter der Marke Dinos wurde zunächst 1920–1921 ein dem seit 1913 angebotenen Loeb ähnlicher 10/30-PS-Wagen produziert, ein viersitziger Tourenwagen mit einem Vierzylindermotor, der aus 2,5 l Hubraum eine Leistung von 30 PS (22 kW) entwickelte.
1921 löste ihn der kleinere Typ 8/35 PS ab. Sein Motor hatte 2,1 l Hubraum und leistete 35 PS (26 kW). Er wurde bis zum Ende der Dinos-Produktion 1924 gebaut.
Von 1921 bis 1922 stellte das Unternehmen außerdem einen großen 16/72-PS-Wagen mit Sechszylinder-Reihenmotor her, der 4,0 l Hubraum hatte und 72 PS (53 kW) leistete. Es entstanden nur wenige Exemplare.
Ab 1921 wurde ein Raupenschlepper angeboten, der einen Vierzylindermotor mit 4111 cm³ Hubraum mit 95 mm Bohrung und 145 mm Hub hatte und in die Steuerklasse 16 PS eingestuft wurde. Die Leistung des Motors betrug laut Hersteller 35 PS (26 kW). Das Fahrzeug hatte drei Gänge und konnte im 1. Gang 2,7 km/h im 2. Gang 4,2 km/h und im 3. Gang 8,5 km/h erreichen. Das Gewicht mit Führerhaus lag bei 2.800 kg. Die Fahrzeuglänge lag bei 2845 mm, die Breite bei 1410 mm und die Höhe bei 2230 mm. Die Kettenbreite lag bei 250 mm.